# 迎阳乡
迎阳乡，是中华人民共和国四川省乐山市市中区曾经下辖的一个乡。2019年12月，撤销迎阳乡，将其所属行政区域划归茅桥镇管辖。

## 行政区划
迎阳乡撤销前下辖以下地区：
迎阳村、前进村和四合村。